# ジョシュ・ハートネット
ジョシュ・ハートネット（Josh Hartnett）、本名：ジョシュア・ダニエル・ハートネット（Joshua Daniel Hartnett, 1978年7月21日 - ）は、アメリカ合衆国の俳優。身長189cm。

## 来歴
叔母に勧められて受けたオーディションに合格、16歳のときに初舞台を踏んだ。コマーシャルやテレビ出演を経て1998年に『ハロウィンH20』で映画デビューした。同作ではオーディションに遅刻するものの、主演のジェイミー・リー・カーティスに気に入られ、合格した。デビュー当時は、俳優のトミー・リー・ジョーンズの若い頃に似ているとして話題になった。
『パラサイト』、『パール・ハーバー』、『ブラックホーク・ダウン』、『ブラック・ダリア』などに出演する。俳優のエルデン・ヘンソンと共にRoulette Entertainmentという映画製作会社を設立している。
2008年には『レインマン』でウエスト・エンドの舞台に立った。
2011年からはユマ・サーマン、ジーナ・デイビスならびにモデルのシャネル・イマンとともに米国国際開発庁のいわゆる『アフリカの角』向け慈善事業の広告塔に抜擢され、事業開幕となった11月にさっそくホワイトハウスで演説を行っている。

## 私生活
米国のミネソタ州セントポールにて生まれた。祖先はアイルランド系、父親のダニエル・ハートネットはビルのマネージャー。継母のモリーはアーティスト。3人の異母兄弟（ジェシカ、ジャック、ジョー）がいる。
ニューヨーク州立大学パーチェスカレッジに通うが中退。12歳の頃からベジタリアンで、2003年に動物の権利団体PETAから「世界で最もセクシーなベジタリアン」に選ばれた。
2015年、交際している女優のタムシン・エガートンがジョシュとの第1子を妊娠。
2021年11月に、ロンドンのオールド・メアリルボーン・タウン・ホールにて結婚式を挙げた。

## 主な出演作品

### 映画
| 公開年 | 邦題 原題                                                                         | 役名                               | 備考                                                                        | 吹き替え                                      |
| ------ | --------------------------------------------------------------------------------- | ---------------------------------- | --------------------------------------------------------------------------- | --------------------------------------------- |
| 1998   | ハロウィンH20 Halloween H20: 20 Years Later                                       | ジョン・テイト                     |                                                                             | 川島得愛                                      |
| 1998   | Debutante                                                                         | ビル                               |                                                                             | N/A                                           |
| 1998   | パラサイト The Faculty                                                            | ジーク・タイラー                   |                                                                             | 今井朋彦（ソフト版） 神奈延年（フジテレビ版） |
| 1999   | ヴァージン・スーサイズ The Virgin Suicides                                        | トリップ・フォンティーン           |                                                                             | 川島得愛                                      |
| 2000   | 愛ここにありて Here on Earth                                                      | ジャスパー・アーノルド             |                                                                             | （吹き替え版なし）                            |
| 2001   | The Same                                                                          | 隣人                               |                                                                             | N/A                                           |
| 2001   | Member                                                                            | ジャンニ                           |                                                                             | N/A                                           |
| 2001   | シャンプー台のむこうに Blow Dry                                                   | ブライアン・アレン                 |                                                                             | 森川智之                                      |
| 2001   | フォルテ Town & Country                                                           | トム・ストッダード                 |                                                                             | 森川智之                                      |
| 2001   | パール・ハーバー Pearl Harbor                                                     | ダニー・ウォーカー                 |                                                                             | 平田広明（ソフト版） 竹若拓磨（テレビ朝日版） |
| 2001   | O                                                                                 | ヒューゴ・ゴールディンフ           |                                                                             | 平田広明                                      |
| 2001   | ブラックホーク・ダウン Black Hawk Down                                            | マット・エヴァースマン             |                                                                             | 竹若拓磨（ソフト版） 平田広明（テレビ東京版） |
| 2002   | 恋する40days 40 Days and 40 Nights                                                | マット・サリバン                   |                                                                             | 山野井仁                                      |
| 2003   | ハリウッド的殺人事件 Hollywood Homicide                                           | K・C・コールデン                   |                                                                             | 宮本充                                        |
| 2004   | ホワイトライズ Wicker Park                                                        | マシュー・シモン                   |                                                                             | 平田広明                                      |
| 2005   | モーツァルトとクジラ Mozart and the Whale                                         | ドナルド・モートン                 |                                                                             | 内田夕夜                                      |
| 2005   | シン・シティ Sin City                                                             | ザ・マン                           |                                                                             | 森川智之                                      |
| 2006   | ブラック・ダリア The Black Dahlia                                                 | ドライト・“バッキー”・ブライカート |                                                                             | 森川智之                                      |
| 2006   | ラッキーナンバー7 Lucky Number Slevin                                             | スレヴン・クレブラ                 |                                                                             | 平田広明                                      |
| 2007   | サミュエル・L・ジャクソン in ザ・チャンプ 伝説のファイター Resurrecting the Champ | エリック・カーナン                 | 日本劇場未公開                                                              | 不明                                          |
| 2007   | 30デイズ・ナイト 30 Days of Night                                                 | エベン・オルソン                   |                                                                             | 森川智之                                      |
| 2008   | ライフ・ドア 黄昏のウォール街 August                                              | トム・スターリング                 | 日本劇場未公開                                                              | 森川智之                                      |
| 2009   | アイ・カム・ウィズ・ザ・レイン I Come with the Rain                               | クライン                           |                                                                             | 平田広明                                      |
| 2010   | BUNRAKU Bunraku                                                                   | 流れ者                             |                                                                             | 森川智之                                      |
| 2011   | トラブルナイト in L.A Girl Walks Into a bar                                       | サム・サラザール                   | 日本劇場未公開                                                              |                                               |
| 2013   | タイム・ラヴァーズ 時空を繋ぐ指輪の物語 The Lovers                                | ヒンディー・スチュワート / ジェイ  | 日本劇場未公開 WOWOW放送時のタイトルは『タイム・ラヴァーズ 時空を繋ぐ指輪』 | 内田夕夜                                      |
| 2014   | インフェクション/感染 Parts Per Billion                                           | レン                               |                                                                             |                                               |
| 2015   | ディスクローズ 葬られた秘密 Wild Horses                                           | KCブリッグス                       | 日本劇場未公開                                                              | 遠藤広之（ソフト版） 平田広明（配信版）       |
| 2017   | オー・ルーシー! Oh Lucy!                                                          | ジョン                             | テレビ放送用に再編集したものが2017年9月16日にNHK総合で先行放送。            | （吹き替え版なし）                            |
| 2017   | リリー 戦火の愛 The Ottoman Lieutenant                                            | ジュード                           | 日本劇場未公開                                                              |                                               |
| 2018   | マイナス21℃ 6 Below                                                               | エリック・ルマルク                 |                                                                             | （吹き替え版なし）                            |
| 2020   | ターゲット・ナンバーワン Target Number One                                        | ヴィクター・マラレク               | 副題は『虚構のターゲット』                                                  | 森川智之                                      |
| 2021   | キャッシュトラック Wrath of Man                                                   | デイヴ                             |                                                                             | 丹羽正人                                      |
| 2021   | デンジャラス・ガイズ Ida Red                                                      | ワイアット・ウォーカー             | [ 5 ]                                                                       | 小松史法                                      |
| 2023   | オペレーション・フォーチュン Operation Fortune: Ruse de guerre                    | ダニー・フランチェスコ             |                                                                             | 高橋広樹                                      |
| 2023   | ダイ・ハート Die Hart: The Movie                                                  | 本人役                             | Amazonオリジナル                                                            | 加瀬康之                                      |
| 2023   | オッペンハイマー Oppenheimer                                                      | アーネスト・ローレンス             |                                                                             | 森川智之                                      |
| 2024   | トラップ Trap                                                                     | クーパー・アボット                 |                                                                             | 小野大輔                                      |
| TBA    | The Long Home                                                                     |                                    |                                                                             |                                               |

### テレビ
| 放映年    | 邦題 原題                                   | 役名                         | 備考                                   | 吹き替え |
| --------- | ------------------------------------------- | ---------------------------- | -------------------------------------- | -------- |
| 1997-1999 | Cracker                                     | マイケル・フィッツジェラルド | 計16話出演                             | N/A      |
| 2014-2016 | ナイトメア〜血塗られた秘密〜 Penny Dreadful | イーサン・チャンドラー       | 計27話出演                             | 内田夕夜 |
| 2020      | Die Hart                                    | 本人役                       | 計4話出演                              | N/A      |
| 2020      | Paradise Lost                               | Yates Forsythe               | 計10話出演                             | N/A      |
| 2021      | Exterminate All the Brutes                  | White man                    | ミニシリーズ                           | N/A      |
| 2022      | The Fear Index                              | Alexander Hoffmann           | ミニシリーズ                           | N/A      |
| 2023      | ブラック・ミラー Black Mirror               | デヴィッド・ロス             | 第6シーズン第3話「ビヨンド・ザ・シー」 | 内田夕夜 |